# Microcerculus bambla
Microcerculus bambla là một loài chim trong họ Troglodytidae.

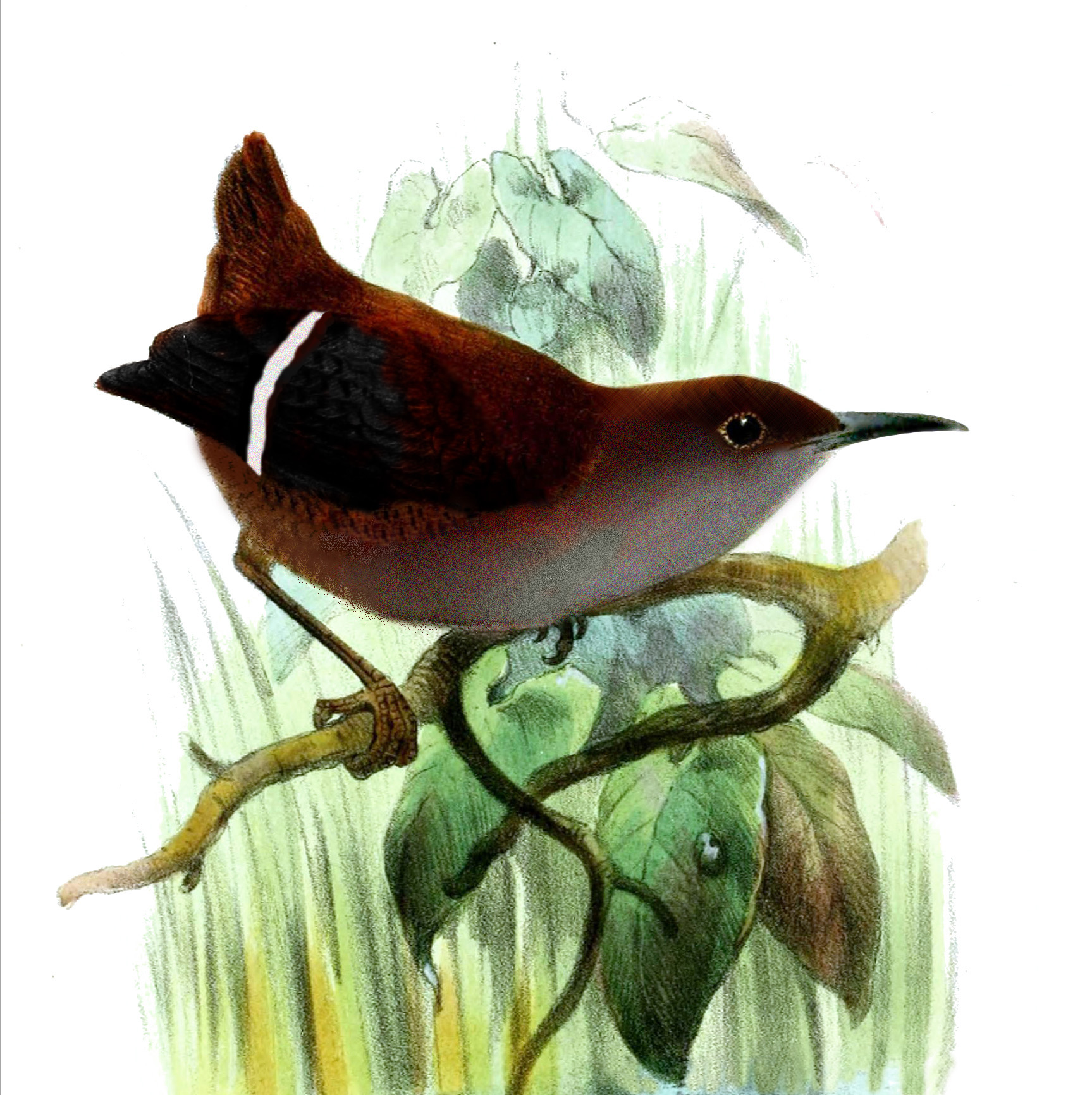